# Штани (українське вбрання)
Чоловічі штани поділялися на два типи, так само як і сорочки. Одні штани були широкі до очкура, а інші вузькі до пояска. Штани до очкура носили до вишитої сорочки з комірцем-стійкою, а вузькі штани до пояска носили до невишитої сорочки з виложистим коміром та зі зборами навколо комірця, а також до сорочок, які носили поверх штанів. Штани до очкура, збиралися на довгий ремінь з пряжкою і утворювали біля пояса численні збори. Защіпнувши очкур на пряжку, його обводили кругом ще раз і защіпали так, щоб він трохи висів з правої сторони. До очкура на припоні вішали складний ніж, запхавши його в кишеню. Припон — довгий тонкий ремінь, оздоблений мідними пластинками та кільцями. Очкур також був оздоблений мідними пластинками, ґудзиками і т. і. Штани, з купленої тканини, називали крамні, найулюбленіші були з синьої китайки. Найширші штани носили по обидві сторони Дніпра, а найвужчі на Поліссі.
Штани до паска відрізнялися не багато від штанів до очкура, але вони були вужчі та в поясі защіпалися на один — два ґудзики.
Штани до очкура поширені також в Сербії, Чорногорії. Козацькі штани мали чотирикутні вставки, які з'єднували дві штанини, подібні штани носили кавказькі народи, а також болгари, серби. Широкі штани на Полтавщині та на Поділлі, з'єднувалися трикутними вставками (клинами). Такий самий крій мали і штани Полісся, але вони були значно вужчі.
Штани в Україні шили найчастіше з грубого полотна, яке мало вибійку — тоненькі поздовжні смужки орнаменту синьої або чорної барви. Заможніші шили штани з китайки або з сірого черкасину. За козацьких часів штани шилися з тонкого сукна або з шовкового оксамиту. Гуцульські штани з сукна були червоної, рідше синьої барви.
Літом носили штани з грубого полотна, а зимою поверх таких штанів одягали суконні.

### Крій українських шароварів
Є три способи крою українських шароварів
1. Беруть два клаптики широкої матерії, відмірюють потрібну довжину. Клаптики складають кожен по довжині вдвоє. Якщо матерія не дуже широка, то такі два клаптики кладуть під кутом так, щоб вони сходилися в верхній точці. А в кут, який при цьому утворився, вкладають чотирикутник матерії (клин). Цей клин-чотирикутник повинен доходити до чобіт, якщо міряти від пояса.
2. Якщо матерія досить широка, то два клаптики матерії перегинають так само, як і в першому варіанті по довжині і вгорі, від стану загинають два трикутники. Такі трикутники можуть бути вужчі або ширші, в залежності від ширини матерії. Вирізані і зшиті трикутники повинні становити чотирикутник, який вшивається між ногавицями, як і в першому варіанті.
3. Два клаптики матерії, перегинають по довжині, але на відміну від двох попередніх варіантів, їх кладуть не під кутом, а паралельно один до одного і посередині між ногавицями, вшивають довгий прямокутник.
4. Як варіант до цього типу (3). Якщо матерія дуже широка, то тоді клин не вшивається окремо, а вирізується, і тоді такі шаровари зшиваються лише по боках.  Зверху в шароварах закладали рубець, в який протягали очкур. Його зав'язували спереду і на ньому трималися шаровари.
Крій шароварів 3 і 4 (по прямій нитці)  є старішого походження, але шаровари 1 і 2 типу крою краще лежать, тому що утворюють в стані менше зборів. шаровари шилися з тонкої вовняної матерії або з неблискучого шовку. Шаровари мають бути повних кольорів: сині, червоні , зелені.